# Aucha
Aucha là một chi bướm đêm thuộc họ Noctuidae.

## Các loài
- Aucha triphaenoides Walker, 1865
- Aucha velans Walker, [1858]
- Aucha vesta Swinhoe, 1901